# Severní al-Bátina
Severní al-Bátina (arabsky محافظة شمال الباطنة‎) je ománský guvernorát nacházející se na severu země. Společně s guvernorátem Jižní al-Bátina vznikl v roce 2011 rozdělením regionu al-Bátina. Sousedí s guvernoráty Az-Záhira, Jižní al-Batína a Al-Burajmí. Sestává z šesti vilájetů: Liva, Suhár, Saham, Šinas, as-Suvajk a al-Chabúra.